# Exaulistis trichogramma
Exaulistis trichogramma är en fjärilsart som beskrevs av Edward Meyrick 1911. Exaulistis trichogramma ingår i släktet Exaulistis och familjen spinnmalar. Inga underarter finns listade i Catalogue of Life.